# 海老沢有道
海老沢 有道（えびさわ ありみち、1910年（明治43年）11月20日 - 1992年（平成4年）1月3日）は、日本の歴史学者。専門は、キリスト教・キリシタン史。文学博士（東京大学）。元立教大学文学部史学科教授。窪田幸夫の別名もある。

## 経歴
兵庫県尼崎市生まれ。1934年（昭和9年）立教大学文学部史学科卒業。卒業論文は、「京都南蛮寺建立考」。同志社高等女学部で教員を務める。1943年（昭和18年）応召入隊し、1946年（昭和21年）に復員する。
1949年（昭和24年）聖心女子大学教授、1960年（昭和35年）立教大学文学部史学科教授、立教大学ラテンアメリカ研究所・所長。キリシタン音楽史の研究を始めた、同僚の皆川達夫の指導も行った。1976年（昭和51年）3月、立教大学を定年退職。同年4月、国際基督教大学大学院教授を務め、1981年（昭和56年）定年退職。
1961年（昭和36年）「南蛮学統の研究」により、東京大学から文学博士の学位を授与される。1988年（昭和63年）には、日本キリスト教文化協会よりキリスト教功労者の表彰を受ける。1981年（昭和56年）4月、勲三等瑞宝章。
1949年（昭和24年）のキリスト教史学会の創立には発起人の一人として名前を連ね、1963年（昭和38年）から1985年（昭和60年）まで理事長を務めた。

## 著書
- 『切支丹史の研究』（畝傍書房、畝傍史学叢書、1942年）
- 『いるまん・ろれんそとその宗論』（キリシタン文化研究所、1942年
- 『京畿切支丹史話 日本人伊留満ロレンソの足跡を辿りつつ』（東京堂、1942年）
- 『切支丹典籍叢考』（拓文堂、1943年）
- 『切支丹の社会活動及南蛮医学』（冨山房 1944年）
- 『鎖国史論』（図書出版、1944年）
- 『洋楽演劇事始 キリシタンの音楽と演劇』（大洋出版、1947年）
- 『キリシタン文化概説』（青年評論社、青年新書、1948年）
- 『現代日本宗教の史的性格』（ナツメ社（基督教文庫）、1952年）
- 『吉利支丹文学ノート』（窪田幸夫、ナツメ社、1952年）
- 『近代日本文化の誕生』（日本YMCA同盟（キリスト教教養新書）、1956年）
- 『南蛮学統の研究 近代日本文化の系譜』（創文社、1958年）
- 『南蛮文化 日欧文化交渉』（至文堂、日本歴史新書、1958年）
- 『高山右近』（吉川弘文館、人物叢書、1958年、新装版：1989年）
- 『日本の聖書 聖書和訳の歴史』（日本基督教団出版部、1964年、講談社学術文庫、1989年）
- 『日本キリシタン史』（塙選書、1966年）
- 『天草四郎』（人物往来社、日本の武将、1967年）
- 『維新変革期とキリスト教』（新生社、1968年）
- 『地方切支丹の発掘』（柏書房、1976年）
- 『キリシタンの弾圧と抵抗』（雄山閣出版、1981年）
- 『洋楽伝来史 キリシタン時代から幕末まで』（日本基督教団出版局、1983年）
- 『キリシタン南蛮文学入門』（教文館、1991年）
- 『ゑぴすとら』（キリスト教史学会、1994年）

### 共編著
- 『キリシタン史文献解題 研究入門者のために』（助野健太郎共著、キリスト教史学会（切支丹研究シリーズ）　1955年）
- 『キリシタン史展覧会解説目録』（山手カトリック教会、1956年）
- 『ポルトガルエヴォラ新出屏風文書の研究』（松田毅一共著、ナツメ社、1963年）
- 『日本史学入門』（大久保利謙共編、広文社、1965年）
- 『日本キリスト教史』（大内三郎共著、日本基督教団出版局、1970年）
- 『南欧所在吉利支丹版集録』（雄松堂書店、1978年）
- 『キリシタン迫害と殉教の記録』（片岡弥吉・松田毅一ほか共著、星雲社 全3巻、2010年）復刻版

### 校注・翻訳
- 『どちりなきりしたん 長崎版』（岩波文庫、1950年、復刊：1988年）
- 『スピリツアル修行』（第1・2冊 キリシタン研究所（切支丹文庫）1955年 - 1957年）
- 『一六〇九年キリシタン殉教記』（聖心女子大学カトリック文化研究所、1959年（訳注））
- 『南蛮寺興廃記』（平凡社東洋文庫、1964年）
- 『破提宇子』（ハビアン (日本の思想 第16）筑摩書房、1970年）
- 『日本思想大系 25 キリシタン書・排耶書』（岩波書店、1970年（共訳注））

## 論文
- 海老沢有道